# Хёуген, Софи Каролин
Софи Каролин Хёуген (норв. Sofie Karoline Haugen; род.22 апреля, 1995 года) — норвежская конькобежка; участница зимних Олимпийских игр 2022 года, двукратная призёр чемпионата Европы, 6-кратная чемпионка Норвегии на отдельных дистанциях, 2-кратная в многоборье.

## Биография
Софи Хёуген начала кататься на коньках в возрасте 3-ти лет в Саннефьорде, пойдя по стопам своего старшего брата, который занимался конькобежным спортом. С 6 лет выступала за местный клуб "Sandefjord Skøiteklub". В 2008 году впервые заняла 3-е место в мини-многоборье на молодёжном чемпионате Норвегии, а через год стала призёром на отдельных дистанциях 500, 1000 и 1500 м. В сезоне 2010/11 стала 2-й в многоборье на чемпионате Норвегии среди юниоров и дебютировала на юниорском чемпионате мира. 
С 2011 по 2014 года участвовала на чемпионате мира среди юниоров, а в сезоне 2012/13 стала 4-кратным призёром Норвегии, когда заняла 3-е места в забегах на 1000, 3000, 5000 метров и многоборье. В январе 2013 года Софи дебютировала на чемпионат Европы в Херенвене и заняла 24-е место в многоборье. Тогда же выиграла юниорский чемпионат Норвегии в многоборье.
В 2014 году на национальном чемпионате она вновь выиграла бронзовую медаль на дистанции 5000 м, а на чемпионат Европы в Хамаре поднялась на 21-е место в многоборье. В сезоне 2014/15 дебютировала на Кубке мира и на чемпионате страны Софи выиграла "бронзу" в спринтерском многоборье и на дистанции 1500 м, а также "серебро" в забегах на 3000 и 5000 м. В 2016 году впервые стала чемпионкой Норвегии на дистанции 3000 м и участвовала на чемпионате мира в Берлине, заняв там 23-е место в многоборье.
В сезоне 2016/17 Софи выиграла звание чемпионки Норвегии в многоборье, следом дебютировала на чемпионате мира на отдельных дистанциях в Канныне и заняла там 23-е место в масс-старте. В марте стала 21-й на чемпионате мира в Хамаре. В сезоне 2017/18 на чемпионате страны выиграла две дистанции на 3000 и 5000 м.
На чемпионат Европы в 2018 году Софи завоевала бронзовую медаль в командном спринте вместе с Мартине Рипсруд, Анне Гулбрандсен и Рикке Еппссон, а следом второй год подряд выиграла чемпионат Норвегии в многоборье. На чемпионате мира в Амстердаме, заняла 16-е место в сумме многоборья.
В феврале 2019 года на чемпионате мира в Инцелле остановилась на 19-м месте в забеге на 3000 м. В 2020 году она участвовала на чемпионате мира в Хамаре и заняла 22-е место, а на чемпионате мира на отдельных дистанциях в Солт-Лейк-Сити поднялась на 9-е место в беге на 5000 м.
На чемпионате мира на отдельных дистанциях в 2021 году Софи осталась только во втором десятке на трёх дистанциях, а на чемпионате Норвегии стала 2-й как в многоборье так и на отдельных дистанциях. В сезоне 2021/22 впервые выиграла медаль Кубка мира в Солт-Лейк-Сити, заняв 3-е место в масс-старте. В январе 2022 года она участвовала на чемпионате Европы в Херенвене, где заняла 2-е место в командной гонке, выиграв серебряную медаль.
В феврале 2022 года на зимней Олимпиаде в Пекине Софи Каролин заняла 6-е место в командной гонке, 23-е место в масс-старте и 28-е в беге на 1500 м. После игр участвовала на чемпионате мира в классическом многоборье в Хамаре и заняла 14-е место в многоборье. В марте на чемпионате Норвегии завоевала золотую медаль на дистанции 3000 м.
В сезоне 2022/23 начала с чемпионата Норвегии, где выиграла в масс-старте и была в призах на остальных дистанциях. В январе 2023 года участвовала на чемпионате Европы в Хамаре, где заняла 7-е место в сумме многоборья.

## Личная жизнь
Софи Каролин Хёуген окончила Университет Ставангера со степенью бакалавра в области социологии. 